# Географія (Страбон)
«Геогра́фія» (дав.-гр. Γεογραφικά, Geōgraphiká) — античний географічний трактат, що складається з 17 книг. Написаний грецькою мовою на межі нашої ери. Автор — Страбон, римський географ грецького походження. Робота над трактатом почалася не раніше 20 року до н. е. Перше видання вийшло 7 року до н. е. (за іншими версіями — 17 або 18 року н. е.); друге й остаточне видання — 23 року н.е. У перших двох книгах викладено загальні фізико-математичні засади географії; у 3—10 книгах описано Європу (Іспанія, Галлія, Британія, Італія, Сицилія, Північна і Східна Європа, північні Балкани, Греція); у 11—17 книгах — Азію та Африку (Чорномор'я, Мала Азія, Індія, Месопотамія, Аравія, Єгипет). Джерелами твору були праці Ератосфена, Гіппарха, Полібія, Посідонія; відомості істориків Мітрідатових війн тощо. В історіографії твір вважають підсумком географічних знань періоду античності. За задумом автора трактат мусив бути практичним керівництвом для римських державних діячів, полководців, провінційної адміністрації, купців. Джерело для реконструкції стародавніх літературних пам'яток, що були втрачені. Зберігся завдяки християнській візантійській традиції переписування книг.

## Назва роботи, термінологія, метод
За Г. А. Стратановським, «Географія» належить до жанру «пам'ятних записок» (hypomnēmata), будучи науково-практичним твором. Трактат Страбона відображає римський практичний світогляд, не терпить наукових теорій, від яких немає негайної користі. За стилем Страбон нагадує Діодора Сицилійського або Діонісія Галікарнаського — він сухий і природний.
Критичний метод Страбона легко реконструюється: критика його спрямована на вишукування протиріч в джерелах, які потім досліджуються методами шкільної логіки. Страбон може сторінками цитувати тих чи інших авторів, а потім оголосити їх негідними. Метод його суто описовий, Страбон обмежується констатацією фактів і явищ. Джерел своїх він ніколи не приховує, але часто змінює порядок чужих думок чи комбінує окремі місця. Про природну продуктивність описуваних земель Страбон не говорить з тією докладністю, яку вважали необхідною Аристотель і Феофраст. Взагалі опис земель у Страбона далеко не рівномірний; увага його нерідко зупиняється на предметах маловажливих або анекдотичних, але для тодішнього читача цікавих. У нападках на попередників він нерідко переступає міру спокійної і ґрунтовної критики, буває прискіпливий і дріб'язковий в полеміці, наприклад з Гіппархом або Посідонієм.
Страбон використав кілька назв для своєї роботи, а саме:
- Geōgraphia — «географія»
- Chōrographia — «землеопис»[4], звідси сучасний термін орографія.
- Periēgēsis — «опис»[5]
- Periodos gēs — «опис Землі»[6]
- Periodeia tēs chōrās — «розташування місцевостей»[7]

Єдиного методу вивчення та опису Землі Страбон не наводить, але різноманітні судження з цього питання розкидані по всьому тексту «Географії», наприклад:

Море найбільше визначає обриси суші і надає їм форму, утворюючи затоки, відкриті моря, протоки, а також перешийки, півострова і миси. У цьому відношенні морю допомагають річки і гори. Звідси ми отримуємо ясне уявлення про материки, народності, про сприятливе розташуванні міст і про усьому розмаїтті подробиць, якими сповнена наша географічна карта.

У сучасній термінології, Страбон під «географією» розумів фізичну географію, а під «орографією» — політичну географію і почасти етнографію.
Страбон не може бути названий самостійним дослідником, але також не може бути названий і компілятором. Його завданням було дати географічний опис всієї античної Ойкумени, виправивши при цьому карту світу відомостями, накопиченими з часів Ератосфена. Це — перша спроба зіставити всі географічні відомості свого часу і дати їх систематичний огляд, саме тому основний блок літератури періоду еллінізму нам відомий тільки з цитат, що наводяться Страбоном.

### Світ в уявленні Страбона

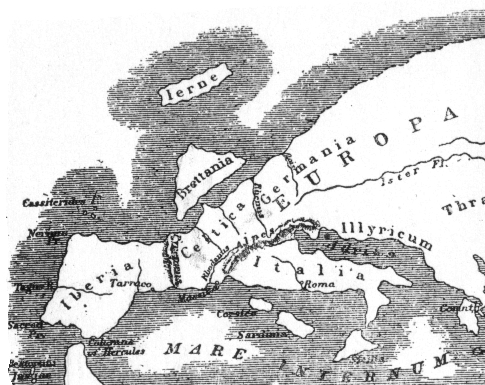
Карта Європи за Страбоном

У побудові географічної карти, в якій не тільки міститься побутовий та історичний матеріал, але яка обіймає всю земну кулю, Страбон залишається вірним послідовником Ератосфена і супротивником Полібія. Кулястість Землі він доводить тими самими даними і міркуваннями, які і тепер містяться в елементарних посібниках. Земля уявляється розділеною екватором і меридіаном на 4 сегменти, з яких два лежать на північ від екватора і два на південь; тільки в одному з північних сегментів міститься та частина землі, яку знають греки і римляни; частина цього сегменту і три інші були невідомі; за межами відомих земель знаходяться не тільки моря, але й простори суші і притому населені людьми.
Населена земля має вигляд величезного острова, омиваного зовнішнім океаном, і ділиться на п'ять або шість поясів, з яких жаркий пояс Страбон помилково вважав ненаселеним всупереч запевненням Ератосфена, Полібія і географів родоської школи. Довжину населеної землі в напрямку із заходу на схід, від крайньої точки Іберії до східної околиці Індії, Страбон визначає в 70 000 стадій (13 тис. км), а ширину — в 30 000 (5,5 тис. км), рахуючи від паралелі південного краю населеної (Ajan), що над Мерое, до паралелі Ієрни (Ірландії): в населеність північнішого пункту, Фули, Страбон не вірить.

## Історія створення
Величезний обсяг «Географії» (840 с. у виданні Казобона 1587 р.; 943 с. в російському перекладі 1964 р.) змушує припустити, що на створення своєї основної праці Страбон витратив більшу частину життя. Він, безсумнівно, багато подорожував, і бував у найбільших інтелектуальних центрах Середземномор'я — Римі і Олександрії, з їх багатими книгосховищами і громадами чужоземців. Редактор англійського перекладу Страбона Стеррет вважав, що він прибув до Риму близько 44 р. до н. е. у віці приблизно 19—20 років, і навчався там у Тіраніона з Амасії — свого земляка, наставника дітей Цицерона. Тіраніон був відомий і як видатний географ, і, ймовірно, зацікавив цим предметом Страбона.
Ті ж коментатори вважають, що збирання матеріалу для «Географії» закінчилося приблизно до 25—23 рр. до н. е., до часу, коли Страбон влаштувався в Олександрії. Численні праці попередників, з якими він дискутує, були, безсумнівно, доступні йому в Александрійській бібліотеці. Г. А. Стратановський стверджує, що Страбон закінчив «Географію» близько 7 р. до н. е., а в світ вона вийшла вже після його смерті, без авторської правки.

### Рукописний переказ і перші видання
Найближчі наступники Страбона Пліній і Птолемей не згадують його «Географії». Йосиф Флавій, Плутарх і Афіней вже користуються Страбоном. Для Стефана Візантійського (VI ст.) він вже головний авторитет у питаннях географії, так само як і для Євстафія Солунського (XII ст.).
На Заході в середні віки Страбон не був відомий. Один рукопис «Географії» в 1423 р. привіз до Венеції Джіованні Ауріспа (її купив знаменитий Чиріако д'Анкона). Вчений візантієць Георгій Ге Пліфон в 1438 р. привіз інші рукописи Страбона і звернув на них увагу гуманістів.
Найкращий рукопис «Географії» — Codex Parisinus 1397 (А) 2 — містить тільки книги I—IX (книгу VII — в уривках) з великими пропусками. Інші рукописи містять, навпаки, тільки кінець — книги X—XVII. Повністю всі 17 книг збереглися тільки в Codex Parisinus 1393, з великими пропусками (особливо книга VII). У 1875—1895 рр. Г. Коцца-Луца відкрив і видав фрагменти «Географії» на палімпсесті (близько 500 р. н. е.). З палімпсесту видно, що текст ще в V ст. був у хорошому стані і зберіг особливості августівської орфографії. Архетип, написаний минускулами (близько I—II ст. н. е.), мав деякі недоліки: пропуски, плями, обірвані поля. У 1956 р. палімпсест був транскрибований і знову виданий В. Алі.
«Географія» з'явилася в друці в 1472 р. спочатку в латинському перекладі, зробленому за поганим рукописом. У 1480 р. за наказом папи Миколи V (засновника Ватиканської бібліотеки) вийшов новий латинський переклад Гуаріно. Перше видання грецького тексту з'явилося в 1516 р. у Альда Мануція (на основі поганого рукопису). У 1587 р. в Парижі вийшло критичне видання «Географії», підготовлене і коментоване знаменитим філологом Казобоном з перекладом Ксіландера (по сторінках цього видання зазвичай цитують Страбона). У 1815 р. (за ініціативою Наполеона I) в Парижі з'явилося критичне видання Коре (в 4 томах); потім Г. Крамера (Берлін, 1844—1852, в 3 томах), А. Мейнеке (1866, в «Bibliotheca Teubneriana»), К. Мюллера — Ф. Дюбнер (Париж, 1853—1858, у 2 частинах).

## Композиція
Композиція «Географії» в першу чергу диктується самим матеріалом (крім перших двох книг), виклад абсолютно безплановий, він часто переривається довгими вставками, не пов'язаними з основною темою.
Сам Страбон визначав змістовні і композиційні сторони свого твору так:

22. Кажучи коротко, ця книга повинна бути корисною взагалі — однаково корисною і для державного діяча, і для широкої публіки, — так само як і моя праця з історії. У нинішній праці, як і в тій, під ім'ям державного діяча ми маємо на увазі не зовсім неосвічену людину, але таку, що пройшла відомий цикл наук, звичайний для людей вільнонароджених або тих, хто займаються філософією. Адже людина, яка не цікавиться питаннями доброчесності, практичної мудрості і тим, що було написано на цю тему, не могла би правильно висловлювати осуду або похвали або вирішувати, які історичні факти гідні згадки в цій праці.

23. Отже, після того як я видав мої «Історичні записки», які, як я думаю, принесли користь для моральної і політичної філософії, я вирішив написати і даний твір. Адже ця праця має однаковий план з колишньою і призначена для того ж кола читачів, переважно для людей, що займають високе положення. Далі, як у моїх «Історичних записках» згадані тільки події з життя видатних людей, а дрібні і безславні діяння опущені, так і в сьогоденньому творі я не повинен торкатися маловажливих і непомітних явищ, а зайнятися предметами славними і великими, містять практично корисне, достопам'ятне або приємне. Подібно до того як в судженні про гідність колосальних статуй ми ретельно не досліджуємо кожну окрему частину, а скоріше оцінюємо загальне враження і намагаємося побачити, чи хороша статуя в цілому, так само слід судити і мою книгу, бо вона є деяким чином працею про колосальний, вона зачіпає явища величезної важливості і весь світ, за винятком тих випадків, коли незначні предмети можуть викликати інтерес у людини допитливої або у практичному діяча. Все це сказано для того, щоб показати, наскільки справжня праця важлива і гідна філософа.

## Зміст

### Книга I
У Казобона — с. 1—67. Містить опис науки географії та концепцію праці Страбона.
Розділ 1. Географія як предмет діяльності філософа. Кулястість Землі, питання про клімати, світовий Океан, теорії Анаксимандра і Гекатея, питання про антиподів та ін.
Розділ 2. Погляди римлян і парфян на географію. Критика поглядів Гомера і Ератосфена.
Розділ 3. Фізична географія: припливи і відпливи, вулкани, землетруси, теорія утворення морів, переселення народів, питання про гіперборейців.
Розділ 4. Політична географія: вплив широти і довготи на вдачу та звичаї народів, що населяють ці місця, опис трьох континентів — Європи, Азії та Лівії.

### Книга II
У Казобона — с. 67-136. Опис математичних методів у вивченні географії. Власні погляди Страбона на устрій Ойкумени.

### Книга III
У Казобона — с. 137—176. Опис Іберійського півострова.
- 1.4: опис Священного мису, «найзахіднішої точки» Європи і ойкумени.
- 3.3: Лузітанія й лузітант.

### Книга IV
У Казобона — с. 177—209. Опис Галлії, Британії, Альпійських областей.

### Книга V
У Казобона — с. 210—251. Опис Північної Італії (до Кампанії).

### Книга VI
У Казобона — с. 252—289. Опис Південній Італії та Сицилії.

### Книга VII
У Казобона — с. 289—331. Опис Німеччини (Страбон називає її грецькою мовою — Кельтика), Істру, Таврики, Північного Причорномор'я (Скіфії). Ця книга найбільше постраждала від часу, частиною збереглася фрагментарно, у викладах середньовічних схоластів: Євстафія, Стефана Візантійського, Афінея та ін. У виданні Казобона вони не наводяться.

### Книга VIII
У Казобона — с. 332—389. Опис Пелопоннеса.

### Книга IX
У Казобона — с. 390—444. Опис Аттики, Мегаріди, Фокіди, Локрії, Фессалії.

### Книга Х
У Казобона — с. 444—489. Опис Евбеї, Етолії, Акарнанії, Криту.

### Книга XI
У Казобона — с. 490—533. Опис Кавказу, Гірканії, Парфії, Бактрії, Мідії, Вірменії.

### Книга XII
У Казобона — с. 533—580. Опис Каппадокії, Понту, Віфінії, Галатії, Мізії, Фригії.

### Книга XIII
У Казобона — с. 581—631. Опис Троади, Лесбосу, Пергаму.

### Книга XIV
У Казобона — с. 632—685. Опис Іонії, Карії, Памфілії, Кілікії.

### Книга XV
У Казобона — с. 685—736. Опис Індії, Аріани, Персії.

### Книга XVI
У Казобона — с. 736—785. Опис Ассирії, Вавилону, Межиріччя, Сирії, Фінікії, Юдеї, Аравії.

### Книга XVII
У Казобона — с. 785—840. Опис Єгипту, Ефіопії, Лівії. Фінал книги — опис адміністративного розподілу Римської держави.

## Видання та переклади
Давньогрецькою
- Strabonis Geographica: in 3 vols (containing Books 1–17) / ed. Kramer, Gustav. Berlin: Friedericus Nicolaus, 1844–1852.

Англійською
- Англійський переклад Гамільтона та Фальконера в 3 т. (1854): Vol. I; Vol. II; Vol. III.
- The Geography of Strabo. translated by Horace Leonard Jones, John Robert Sitlington Sterrett. The Loeb Classical Library. in 8 V. London: Heinemann, 1917—1932 Vol. I, V, VI, VII, VIII.

Німецькою
- Strabonis Geographica. Herausgegeben von August Meineke. Leipzig: Teubner, 1852—1853 (Graz: Akademische Druck- und Verlagsanstalt, 1969).
- Strabo: Geographika. Übersetzung und Anmerkungen von Albert Forbiger. Berlin & Stuttgart: Hoffmann'sche Verlags-Buchhandlung, 1855—1898 (Wiesbaden: Marix, 2005).
- Strabons Geographika: 10 Bände. (b. I–XVII ) / Übersetzung und Anmerkungen von Stefan Radt. Göttingen: Vandenhoeck & Ruprecht, 2002–2011.

Російською
- География Страбона в 17 кн. / Пер. Ф.Г. Мищенко. — Москва, 1879.
- Страбон. География [Архівовано 1 жовтня 2016 у Wayback Machine.]  / Пер., ст. и комм. Г.А. Стратановский. Москва: Наука, 1964. (Сер. Классики науки).
- Страбон. География / Пер. з др.-греч. Г. А. Стратановского. — Москва: Ладомир, 1994. (Сер. Памятники исторической мысли).

Французькою
- Tardieu, Amédée (1886). Géographie de Strabon: Traduction Nouvelle: Tome Premier. Paris: Librairie Hachette. Архів оригіналу за 2 серпня 2020. Процитовано 16 грудня 2017. Books I – VI.
- Tardieu, Amédée (1873). Géographie de Strabon: Traduction Nouvelle: Tome Deuxième. Paris: Librairie Hachette. Архів оригіналу за 19 січня 2018. Процитовано 16 грудня 2017. Books VII – XII.
- Géographie / Strabon. (12 v). Paris: Les Belles Lettres, 1969.